# Dejan Lukić
Ne pas confondre avec le footballeur yougoslave né en 1965 Dejan Lukić (en).
Pour les articles homonymes, voir Lukić.
Dejan Lukić, né le 12 mars 1962 à Šabac, est un ancien joueur de handball yougoslave puis serbe devenu entraîneur.

## Biographie
Né à Šabac, Dejan Lukić intègre en 1971 le Metaloplastika Šabac qui va devenir le plus grand club yougoslave des années 1980. Il remporte cinq Championnats de Yougoslavie et participe aux campagnes victorieuses en Coupe des clubs champions européens en 1985 et 1986. 
La même année, il rejoint pour deux saisons l'Étoile rouge de Belgrade avant de tenter l'aventure en 1988 en Espagne au CB Palautordera. Mais l'expérience tourne court et il rentre au bout de six mois en Yougoslavie, terminant la saison au Metaloplastika Šabac. La saison suivante, il rejoint le Partizan Belgrade et y évolue deux saisons.
En 1991, il est contacté par Sead Hasanefendić qui le convainc, non sans difficultés, de retenter d'évoluer à l'étranger et de rejoindre le Vénissieux HBV85 qu'il entraîne depuis deux ans. Succédant à son compatriote et ancien coéquipier Mirko Bašić, il y réalise le doublé Championnat-Coupe de France dès sa première saison puis atteint les demi-finales de la coupe d'Europe des clubs champions en 1993. Le club vénissian rencontre des difficultés financières et Lukic rejoint en 1993 le PSG-Asnières,. Il y devient vice-champion de France en 1996.
En 1997, il rejoint l'US Ivry qui vient de remporter son huitième titre de champion. Toutefois, la saison 97/98 est catastrophique pour Ivry qui ne conserve pas son statut de favori. Il quitte le club en janvier 1999 et après une demi-saison à Mulhouse (en N2), il retrouve l'élite à l'AC Boulogne-Billancourt.
En 2000, il prend la direction de l'Allemagne au TuS Nettelstedt,. Mais sa famille étant resté en région parisienne, il n'y passe qu'une saison avant de rentrer en France avec pour objectif de devenir entraîneur
De ce fait, il prend la charge du Villemomble Handball en N1 puis passe en 2003 du HBC Conflans qui évolue alors en Division 2 Masculine mais démissionne dès le mois de novembre.

## Palmarès de joueur

### En club
Compétitions internationales
- Coupe des clubs champions
  - Vainqueur (2) : 1985, 1986
  - Finaliste (1) : 1984
  - Demi-finaliste (1) : 1993

Compétitions nationales
- Vainqueur du Championnat de Yougoslavie (5) : 1982, 1983, 1984, 1985, 1986
- Vainqueur de la Coupe de Yougoslavie (4) : 1980, 1983, 1984, 1986
- Championnat de France
  - Vainqueur (1) : 1992
  - Deuxième (1) : 1996
- Vainqueur de la Coupe de France (2) : 1991, 1992.